# Kramersovy–Kronigovy relace
Kramersovy–Kronigovy relace umožňují spočítat reálnou část odezvy lineárního pasivního systému, známe-li imaginární části odezvy při všech frekvencích (nebo naopak určit imaginární část ze znalosti části reálné). Při analýze optických konstant hrají důležitou roli a jsou hojně využívány, protože platí např. pro elektrickou vodivost σ (vystupující v ohmově zákoně j(ω)=σ(ω)E(ω).
Abychom mohli Kramers–Kronigovu analýzu provést, musí funkce odezvy α(ω)=α1(ω)+iα2(ω) splňovat:
1. Póly α(ω) jsou všechny pod reálnou osou
2. Při integraci přes nekonečně velkou polokružnici v horní polorovině komplexní roviny, je integrál z α(ω)/ω roven nule
3. Pro {\displaystyle \omega \in \mathbb {R} } je α1(ω) sudá a α2(ω) lichá

Potom platí:
{\displaystyle \alpha _{1}(\omega )={2 \over \pi }{\mathcal {P}}\!\!\!\int \limits _{0}^{\infty }{s\alpha _{2}(s) \over s^{2}-\omega ^{2}}\,\mathrm {d} s.}
a
{\displaystyle \alpha _{2}(\omega )=-{2 \over \pi }{\mathcal {P}}\!\!\!\int \limits _{0}^{\infty }{\omega \alpha _{1}(s) \over s^{2}-\omega ^{2}}\,\mathrm {d} s=-{2\omega  \over \pi }{\mathcal {P}}\!\!\!\int \limits _{0}^{\infty }{\alpha _{1}(s) \over s^{2}-\omega ^{2}}\,\mathrm {d} s.}
{\displaystyle {\mathcal {P}}} značí hlavní hodnotu integrálu.